# Colaspoides rufipes
Colaspoides rufipes es un coleóptero de la familia Chrysomelidae.
Fue descrita científicamente en 1982 por Kimoto & Gressitt.